# Trofeo ZSŠDI 2011
Il Trofeo ZSŠDI 2011, trentacinquesima edizione della corsa e valida come evento dell'UCI Europe Tour 2011 categoria 1.2, si svolse il 6 marzo 2011. Fu vinta dall'italiano Enrico Battaglin che giunse al traguardo con il tempo di 3h21'20".
All'arrivo 97 ciclisti tagliarono il traguardo.

## Ordine d'arrivo (Top 10)
| Pos. | Corridore        | Squadra      | Tempo    |
| ---- | ---------------- | ------------ | -------- |
| 1    | Enrico Battaglin | Zalf-Désirée | 3h21'20" |
| 2    | Sonny Colbrelli  | Zalf-Désirée | s.t.     |
| 3    | Luca Benedetti   | Mantovani    | s.t.     |
| 4    | Radoslav Rogina  | Loborika     | s.t.     |
| 5    | Blaž Furdi       | Adria Mobil  | s.t.     |
| 6    | Nicolò Rocchi    | Fausto Coppi | s.t.     |
| 7    | Matej Gnezda     | Adria Mobil  | s.t.     |
| 8    | Nicola Dal Santo | Mantovani    | s.t.     |
| 9    | Mario Sgrinzato  | Trevigiani   | s.t.     |
| 10   | Jan Polanc       | Radenska     | s.t.     |